# Polizeihauptmeister
Polizeihauptmeister (PHM)  ist eine Amtsbezeichnung von Polizeivollzugsbeamten bei der deutschen Polizei in der Laufbahn des mittleren Polizeivollzugsdienstes/2. Qualifizierungsebene. Sie sind in der Regel Ermittlungsperson der Staatsanwaltschaft.
PHM sind Beamte, die bereits verantwortungsvolle und anspruchsvolle Aufgaben wahrnehmen können, z. B. Gruppenleiter bzw. Gruppenführer, Einweisungsbeamter oder Einsatzleiter kleinerer Einsätze. Teilweise sind sie auch Streifenführer im Streifendienst, während sie in der Bereitschaftspolizei aufgrund der Erfahrung zumeist Stammbeamte und damit fest zugehörig zu einer bestimmten Gruppe oder einem bestimmten Einsatzzug sind.
PHM sind in die Besoldungsgruppe (BesGr) A 9 eingereiht. Einem landes- oder bundesrechtlich geregelten Anteil der Polizeihauptmeister kann auf herausgehobenen Dienstposten zusätzlich eine Amtszulage (AZ) gewährt werden. Obwohl sich beamtenrechtlich dadurch die Amtsbezeichnung nicht ändert, wird oft PHMz (auch PHMZ) – rechtlich jedoch unrichtig – als Abkürzung für die Amtsbezeichnung verwendet. Teilweise werden auch eigene Abzeichen ausgegeben.
Zum 1. Dezember 2022 wurden in Baden-Württemberg als weitere Amtsbezeichnungen neu eingeführt:
Erster Polizeihauptmeister (EPHM, Besoldungsgruppe A 10) und 
Erster Polizeihauptmeister mit Zulage (EPHMZ, Besoldungsgruppe A 10 + Z).

## Historie der Amtsbezeichnung
Der Hauptmeister entstand in den 1960er Jahren in der Bundesrepublik Deutschland als neuer Polizeidienstgrad (1976 umbenannt in Amtsbezeichnung). In der Bundesbesoldungsordnung ist der Polizei- bzw. Kriminalhauptmeister erstmals 1975 aufgeführt (BsGr. A 9), der Hauptmeister im Bundesgrenzschutz (BGS) wurde in die BsGr. A 8 (wie Polizeiobermeister) und A 9 (wie Stabsmeister im BGS) eingereiht. Seit Januar 1979 existiert der Polizeihauptmeister mit Amtszulage (PHMZ, Besoldungsgruppe A 9 + Z).
In Berlin wurden im Sommer 2010 ohne weitere Prüfung alle Polizeihauptmeister zu Polizeikommissaren, Polizeihauptmeister, die eine Amtszulage erhalten haben, zu Polizeioberkommissaren übergeleitet. Seitdem werden in Berlin auch alle Polizeiobermeister zu Polizeikommissaren befördert.

## Aktuelle Amtsbezeichnungen
Bei der Schutzpolizei kennzeichnen vier längs angeordnete hellblaue Sterne auf dunkelblauem Grund den Polizeihauptmeister. In Baden-Württemberg (eingeführt mit dem neuen Uniformmodell), Hamburg, Mecklenburg-Vorpommern und Sachsen führen Polizeihauptmeister mit Amtszulage (PHMZ) fünf Sterne. In Baden-Württemberg und Sachsen sind bei vier oder fünf Sternen zwei auf der Schulterklappe nebeneinander angeordnet und die übrigen Sterne längs darüber aufgereiht. In Baden-Württemberg teilt sich der Erste Polizeihauptmeister mit dem PHMZ dasselbe Abzeichen; der Erste Polizeihauptmeister mit Amtszulage hat hingegen sechs hellblaue Sterne, vier davon im Geviert und die beiden übrigen Sterne in Längsordnung.
Die Wasserschutzpolizei und das Bundespolizeiamt See besitzen stattdessen goldene Litzen/Streifen zu je 8 mm auf marineblauem Grund.

Schulterklappen
In Baden-Württemberg und Sachsen
Mit Amtszulage (Bund; und einige Bundesländer)
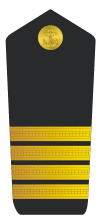
Wasserschutzpolizei
Wasserschutzpolizei Hamburg